# عين سريد
عين سريد ((بالعبرية: עֵין שָׂרִיד‏)، حرفياً: ربيع الناجي) هو موشاف في وسط إسرائيل. يقع ِفي سهل شارون، ويقع ضِمن نطاق مجلس ليف هشارون الإقليمي. في 2019، بلغ عدد سكانه 1,630.

## التاريخ
تأسست القرية عام 1950 كمعبروت، وتم توسيعها في عام 1989 ومرة أخرى في عام 1994؛ أصبح الجزء الجديد معروفاً باسم عين ساريد هاحدشا (حرفياً: عين ساريد الجديدة).

## وصلات خارجية
- الموقع الرسمي